# Roger Meerseman
Roger Auguste Meerseman était un footballeur et entraîneur français, né le 27 novembre 1924 à Bully-les-Mines (Pas-de-Calais), mort le 9 octobre 2008 à Saint-Cyr-Sur-Loire (Indre-et-Loire).
Il était attaquant à Lille, Le Havre et Toulouse. Il est champion de Division 2 en 1953 avec le TFC. 
Il termina sa carrière de joueur à l'US Boulogne où il se reconvertit comme entraîneur. Il dirigea ensuite les joueurs de Besançon, Limoges, Bourges et AAJ Blois.

## Palmarès

### Joueur
- Champion de France D2 en 1953 avec le Toulouse FC
- Finaliste de la Coupe Charles Drago en 1953 avec le Toulouse FC

### Entraîneur
- Vainqueur de la Coupe Charles Drago en 1962 avec le RCFC Besançon